# SK Kamraterna
SK Kamraterna är en schackklubb i Göteborg, bildad 13 oktober 1920. Klubben har idag cirka 70 medlemmar.
Klubben har tre lag i det allsvenska seriesystemet. Lagets förstalag har pendlat mellan de två översta divisionerna men ligger säsongen 2007/08 i Elitserien. Klubben har blivit svenska mästare i lagschacktvå gånger, 1954 och 1981. Av spelare som är aktiva i klubben i dag har flera deltagit i den högsta klassen, SM-gruppen, i det individuella svenska mästerskapet under de senaste åren (Bengt Svensson, Ingvar Andreasson och Jesper Hamark). 1971 vann SK Kamraternas Sven-Göran Malmgren SM-titeln.
Klubben deltar också i distriktstävlingar, där man kämpar med SS Manhem om att vara den bästa klubben i Göteborg. Lag-DM i snabbschack vann man säsongerna 2001/02, 2002/03 och 2003/04 och 2003/04 vann man blixt-DM för lag.

## Ordförande
- Herman Schweitz
- Elof Olsson
- Erland Elofsson
- Bertil Asservik
- Nils Eriksson
- Harry Alexandersson
- Gösta Lundqvist
- Anders Johansson